# كيفين سوسا
كيفين جورج راموس سوسا (بالبرتغالية: Kevin Sousa‏) (مواليد 6 يونيو 1994) هو لاعب كرة قدم من الرأس الأخضر يلعب حاليًا لصالح نادي ناسيونال ماديرا كحارس مرمى.

## Career
في 19 نوفمبر 2014، لعب سوسا مباراته الدولية الأولى أمام منتخب زامبيا. أختير سوسا أيضًا لقائمة الرأس الأخضر في كأس الأمم الأفريقية 2015.

## روابط خارجية
- كيفين سوسا على موقع قاعدة بيانات كرة القدم.إي يو (الإنجليزية)
- كيفين سوسا على موقع ناشيونال فوتبول تيمز (الإنجليزية)
- كيفين سوسا على موقع Soccerway.com (الإنجليزية)
- كيفين سوسا على موقع AS.com (الإسبانية)
- صفحة اللاعب على Foradejogo